# 嘎鲁图镇
嘎鲁图镇，是中华人民共和国内蒙古自治区鄂尔多斯市乌审旗下辖的一个镇。

## 行政区划
嘎鲁图镇下辖以下地区：
朝阳社区、萨拉乌素社区、苏里格社区、独贵龙社区、呼热胡社区、南丁社区、斯布呼勒嘎查、达布察克村、深水台村、巴音柴达木村、木都柴达木村、沙沙音柴达木村、巴音温都尔嘎查、布寨嘎查、沙如勒努图格嘎查、呼和淖尔嘎查、呼和陶勒盖嘎查和后寨子村。